# Valentyn Symonenko
Valentyn Kostjantynovyč Symonenko (in ucraino Валентин Костянтинович Симоненко; Odessa, 4 luglio 1940) è un politico ucraino, primo ministro ad interim dal 2 al 13 ottobre 1992.